# Interessengemeinschaft Papierrohstoffe
Die Interessengemeinschaft Papierrohstoffe, kurz IG Paro,  war ein von 2007 bis 2009 als eingetragener Verein bestehender deutscher Fachverband für Altpapier, in dem Altpapiererfasser, -sortierer und -vermarkter zusammengeschlossen waren. Der Interessenverband wurde mit dem Ziel gegründet, die internationale Bedeutung von Altpapier in den Fokus der Öffentlichkeit zu rücken und sowohl der Politik als auch der Papierindustrie als kompetenter Ansprechpartner zur Verfügung zu stehen. Am 15. Juli 2009 stellte die IG Paro aus wirtschaftlichen Gründen ihre Aktivitäten ein.

## Mitglieder und Gremien
Zu den Mitgliedern zählten Zulieferfirmen innerhalb der Altpapierentsorgungsperipherie. Die Gründung des Verbandes erfolgte im Jahr 2007 durch sieben Gründungsmitglieder:
- Fehr-Gruppe
- Remondis
- Tönsmeier mit wpt Waste Paper Trade
- Südwest-Rohstoff
- Melosch, Hamburg
- Trapp, Frankfurt am Main
- Kühl-Unternehmensgruppe

Die Interessengemeinschaft wurde durch ihre Mitglieder geführt. Diese bestimmten Präsidium und in Folge die Geschäftsführung. 
Das Präsidium der Interessengemeinschaft Papierrohstoffe bestand aus dem Präsidenten und bis zu drei Vizepräsidenten. Es hatte die Aufgabe, alle Angelegenheiten der Interessengemeinschaft zu koordinieren und die Richtlinien der Verbandspolitik und Verbandsarbeit festzulegen. Letzter Präsident der Interessengemeinschaft war Rolf Kühl (Kühl-Unternehmensgruppe) und letzter Vizepräsident Hans-Jürgen Cierzon (Trapp).
Der Geschäftsführer, Werner Templin, führte die laufenden Geschäfte der Interessengemeinschaft. Hierzu unterhielt der Verband eine Geschäftsstelle in Frankfurt am Main, die vom Geschäftsführer geleitet wurde.

## Ziele und Aktivitäten
Die Interessengemeinschaft übernahm gegenüber der nationalen sowie der internationalen Papierindustrie die professionelle Lobbyarbeit. Ziel war es, sich mit der Industrie über neue Technologien, etwa in der Erfassung oder Aufbereitung von Altpapier, auseinanderzusetzen. Themen wie die Abfallverbringungsordnung, mehr Mitwirkung an Gesetzesvorhaben und Verordnungen sowie Regelungen zum kommunalen Altpapier standen im Fokus der politischen Lobbyarbeit auf EU-, Bundes- und Landesebene. Darüber hinaus fühlte sich die IG Paro auch Themen wie dem Umweltschutz, der Ressourcenschonung, der Nachhaltigkeit und den Klimaschutz verpflichtet.
Die Interessengemeinschaft bot Mitgliedern und interessierten Gästen durch Seminare und Europäische Themenabende Teilhabe an Expertenwissen an. Seminare zu Themen wie zum Beispiel gewerbliche Altpapiererfassung gehörten zum Angebot. Der Kontakt zu deutschen Bundestagsabgeordneten und Abgeordneten des Europäischen Parlamentes, die sich interessenmäßig auf Altpapier und damit zusammenhängende Gebiete spezialisiert haben, standen regelmäßig auf dem Programm im Rahmen der Themenabende der Interessengemeinschaft.